# Rosemont (Califòrnia)
Rosemont és una concentració de població designada pel cens dels Estats Units a l'estat de Califòrnia. Segons el cens del 2000 tenia 22.904 habitants.

## Demografia
Segons el cens del 2000, Rosemont tenia 22.904 habitants, 8.380 habitatges, i 5.488 famílies. La densitat de població era de 2.061,4 habitants/km².
Dels 8.380 habitatges en un 32,9% hi vivien nens de menys de 18 anys, en un 45,9% hi vivien parelles casades, en un 14,1% dones solteres, i en un 34,5% no eren unitats familiars. En el 23,4% dels habitatges hi vivien persones soles el 4,8% de les quals corresponia a persones de 65 anys o més que vivien soles. El nombre mitjà de persones vivint en cada habitatge era de 2,66 i el nombre mitjà de persones que vivien en cada família era de 3,18.
Per edats la població es repartia de la següent manera: un 27,1% tenia menys de 18 anys, un 11,5% entre 18 i 24, un 32,6% entre 25 i 44, un 21% de 45 a 60 i un 7,9% 65 anys o més.
L'edat mediana era de 31 anys. Per cada 100 dones de 18 o més anys hi havia 91,3 homes.
La renda mediana per habitatge era de 45.044 $ i la renda mediana per família de 48.148 $. Els homes tenien una renda mediana de 36.931 $ mentre que les dones 30.326 $. La renda per capita de la població era de 19.467 $. Entorn del 8% de les famílies i l'11,4% de la població estaven per davall del llindar de pobresa.

## Poblacions més properes
El següent diagrama mostra les poblacions més properes.